# Whatever Happened to... Robot Jones?
Whatever Happened to... Robot Jones?, abbreviato Robot Jones o WHTRJ?, è una serie televisiva animata statunitense del 2002, creata da Greg Miller. 
La serie è stata trasmessa per la prima volta negli Stati Uniti su Cartoon Network dal 19 luglio 2002 al 14 novembre 2003, per un totale di 13 episodi ripartiti su due stagioni. In Italia è inedita.

## Trama
La serie segue le avventure di un robot adolescente chiamato Robot Jones che frequenta la scuola media suburbana fittizia di Polyneux in un mondo retrofuturistico in stile anni '80. In ogni episodio, Robot Jones vive classici aspetti della vita umana come ascoltare musica, radersi i peli sul viso, andare alla lezione di ginnastica e altro. Guidato dai suoi tre amici Socks, Mitch e Cubey, Robot Jones si mostra innamorato di una giovane ragazza della sua scuola chiamata Shannon Westerburg, che porta un copricapo ortodontico e una protesi. A scuola il robot interagisce con i suoi insegnanti Mr. McMcMc, Mr. Workout e Mrs. Raincoat, il preside Madman e il bidello Clancy. I suoi rivali Lenny e Denny Yogman cercano di sabotare la ricerca di Jones rendendogli la scuola più difficile.

## Episodi
| Stagione         | Episodi | Prima TV USA | Prima TV Italia |
| ---------------- | ------- | ------------ | --------------- |
| Prima stagione   | 6       | 2002         | Inedita         |
| Seconda stagione | 7       | 2003         | Inedita         |

## Personaggi e doppiatori

### Personaggi principali
- Robot M. Electro Jones, doppiato da Microsoft Word 98 "Junior" (St. 1) e Bobby Block (St. 2).
- Timothy "Socks" Morton, doppiato da Kyle Sullivan.
- Mitch Davis, doppiato da Gary LeRoi Gray.
- Charles "Cubey" Cubinacle, doppiato da Myles Jeffrey.
- Shannon Westerburg, doppiata da Grey DeLisle.

### Personaggi ricorrenti
- Mom Unit, doppiata da Grey DeLisle.
- Dad Unit, doppiato da Microsoft Word 98 "Fred".
- Preside Madman, doppiato da Jeff Bennett.
- Mr. McMcMc, doppiato da Maurice LaMarche (ep. pilota) e Rip Taylor.
- Mr. Workout, doppiato da Dee Bradley Baker.
- Mrs. Raincoat, doppiata da Grey DeLisle.
- Clancy Q. Sleepyjeans, doppiato da David Koechner.
- Lenny e Denny Yogman, doppiati da Josh Peck e Austin Stout.

## Produzione
L'episodio pilota della serie è stata trasmesso originariamente l'8 giugno 2000 su Cartoon Network. Durante il fine settimana del 25-27 agosto 2000, undici episodi pilota sono andati in onda come parte di una maratona di 52 ore chiamata "Voice Your Choice Weekend", in cui gli spettatori avrebbero votato la loro serie preferita. Mentre Brutti e cattivi ha vinto il concorso con il 57% dei voti, Robot Jones è arrivato al secondo posto con il 23%, iniziando le proprie trasmissioni ufficialmente il 19 luglio 2002.
Lo stile di animazione della serie è ispirato ai cartoni animati degli anni '70 e '80 come Schoolhouse Rock!, con un aspetto volutamente disordinato e grezzo. Lo stile artistico è influenzato anche da Paul Coker e Jolly Roger Bradfield. La tecnica di animazione, differente dalla maggior parte delle serie animate statunitensi dei primi anni 2000, è realizzata con l'animazione tradizionale in rodovetro.
Durante un'intervista su Facebook, Greg Miller ha dichiarato di aver utilizzato il software di sintesi vocale Microsoft Word 98 sul suo vecchio computer Macintosh per realizzare la voce di Robot Jones durante la produzione della prima stagione; tuttavia dopo il completamento della prima stagione ai dirigenti di Cartoon Network non piaceva come parlava. Bobby Block è stato scelto per interpretare il ruolo di Robot Jones nella seconda stagione.
La suddetta intervista ha anche rivelato che la serie era originariamente pianificata per parlare di Robot Jones che cresceva nello stile di Blue Jeans solo per conquistare il mondo in stile Terminator. Secondo Greg Miller, la serie si sarebbe conclusa con una versione anni '90 della stessa in cui Robot Jones radunava un esercito di robot per attaccare la razza umana.